# Трецано сул Навиљо
Трецано сул Навиљо (итал. Trezzano sul Naviglio) је насеље у Италији у округу Милано, региону Ломбардија.
Према процени из 2011. у насељу је живело 20001 становника. Насеље се налази на надморској висини од 118 м.

## Становништво
Према резултатима пописа становништва 2011. у општини је живело 20.018 становника.
| 1931. | 1936. | 1951. | 1961. | 1971.  | 1981.  | 1991.  | 2001.  | 2011.  |
| ----- | ----- | ----- | ----- | ------ | ------ | ------ | ------ | ------ |
| 1.283 | 1.337 | 1.479 | 1.452 | 13.559 | 17.685 | 19.423 | 18.114 | 20.018 |

## Партнерски градови
- Бује
- Ехинг